# Нові Вороб'ї
Но́ві Вороб'ї (пол. Worobie) — село в Україні, у Коростенському районі Житомирської області. Населення становить 398 осіб. Входить до складу Малинської міської громади.

## Історія
Вперше згадані у акті від 29 січня 1705 року.
1759 року у селі було споруджено церкву Різдва Пресвятої Богородиці.
З 1795 року, після входження Волині до складу Російської імперії, увійшло до складу Овруцького повіту Волинської губернії. Коли у 1860-і роки було запроваджено волосний поділ, село стало центром Ново-Вороб'ївської волості.
Колищній орган місцевого самоуправління — Нововороб'ївська сільська рада.

## Населення

### Мова
Розподіл населення за рідною мовою за даними перепису 2001 року:
| Мова            | Кількість | Відсоток |
| --------------- | --------- | -------- |
| українська      | 393       | 98.74%   |
| російська       | 4         | 1.01%    |
| інші/не вказали | 1         | 0.25%    |
| Усього          | 398       | 100%     |